# Rouvroy (Pas-de-Calais)
Rouvroy – miejscowość i gmina we Francji, w regionie Hauts-de-France, w departamencie Pas-de-Calais. Miasto partnerskie polskiego Libiąża.
Według danych na rok 1990 gminę zamieszkiwało 9208 osób, a gęstość zaludnienia wynosiła 1434 osób/km² (wśród 1549 gmin regionu Nord-Pas-de-Calais Rouvroy plasuje się na 90. miejscu pod względem liczby ludności, natomiast pod względem powierzchni na miejscu 558.).

## Osoby związane z miastem
W Rouvroy urodziła się piosenkarka Stenia Kozłowska.

## Miasta partnerskie
- Libiąż